# Angelika Ouedraogo
Angelika Sita Ouedraogo (n. Uagadugú, Centro, Burkina Faso, 4 de diciembre de 1993) es una nadadora burkinesa.
Representó su país en los Juegos Olímpicos de Londres 2012. Compitió en estilo libre, 50 metros.